# NGC 485
NGC 485 es una galaxia espiral de la constelación de Piscis.
Fue descubierta el 4 de enero de 1828 por el astrónomo John Herschel.